# نوناووت
نوناووت (به انگلیسی: Nunavut) 
(به اینوکتیتوت: ᓄᓇᕗᑦ) (ˈnu:nəvʊt) جدیدترین و بزرگ‌ترین قلمروی کانادا است. این قلمرو در ۱ آوریل ۱۹۹۹ از نواحی شمال غرب جدا شد و پنجمین بخش (زیرشاخه کشور) بزرگ دنیاست.

## مرکز
مرکز آن ایقالویت در جزایر بافین است.

## مساحت
مساحت نوناووت ۲۰۹۳۲۰۰ کیلومتر مربع (۸۰۸٬۱۹۰ مایل مربع) از اروپای غربی بیشتر است و شمالی‌ترین سکونتگاه دائمی انسانی دنیا به نام آلرت در این قلمرو قرار دارد.

## جمعیت
طبق سرشماری سال ۲۰۱۱، جمعیت نوناووت ۳۱٬۹۰۶ نفر بوده‌است که ۸٫۳٪ افزایش را نسبت به سال ۲۰۰۶ نشان می‌دهد.
قلمرو نوناووت که بر اساس ادعای بومیان کانادا ایجاد شده است و قوم اینوئیت بیش از ۸۷ درصد از جمعیت سی هزار نفری یعنی ۲۶ هزار نفر آن را تشکیل می دهند.

## نگارخانه

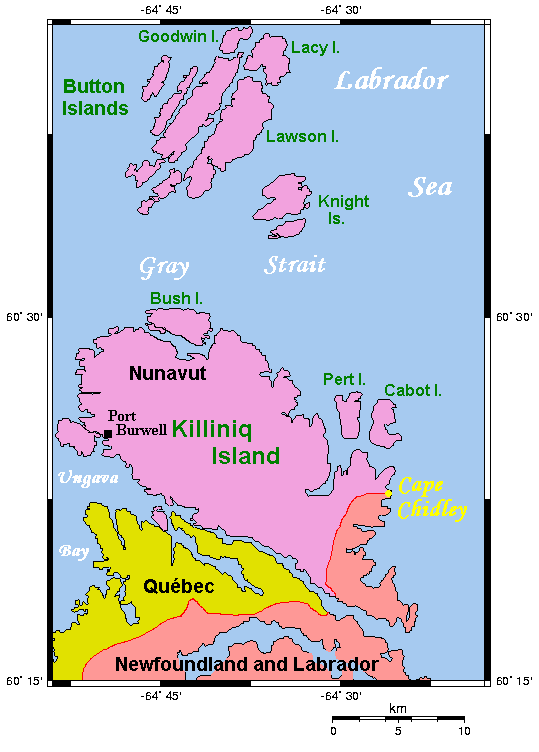
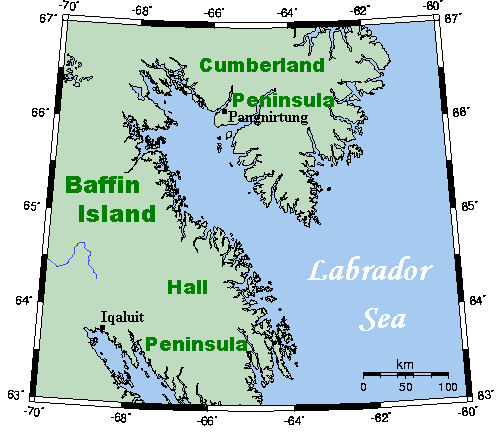
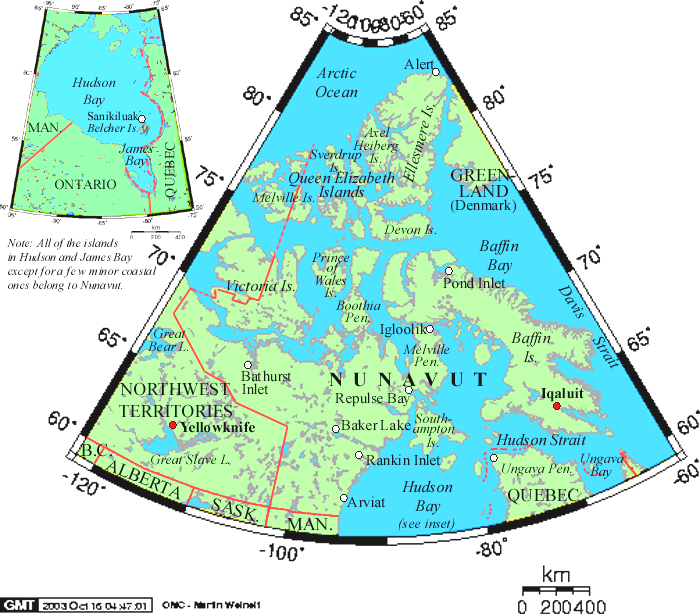
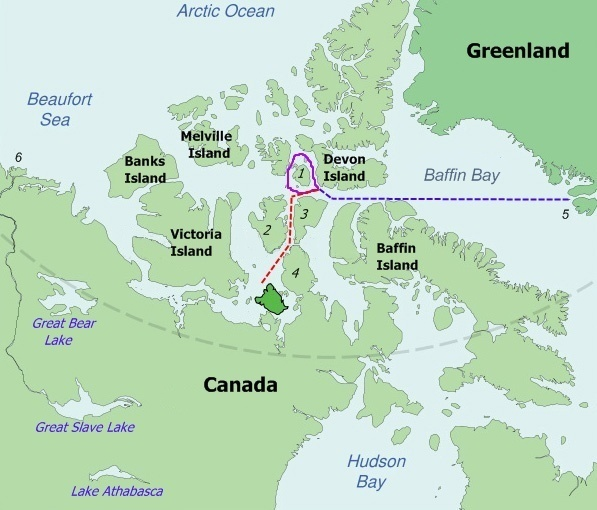
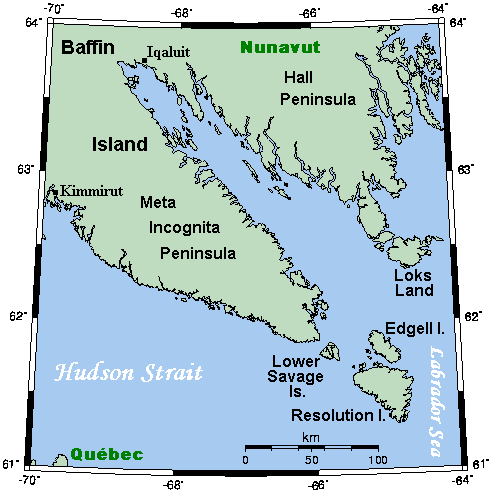
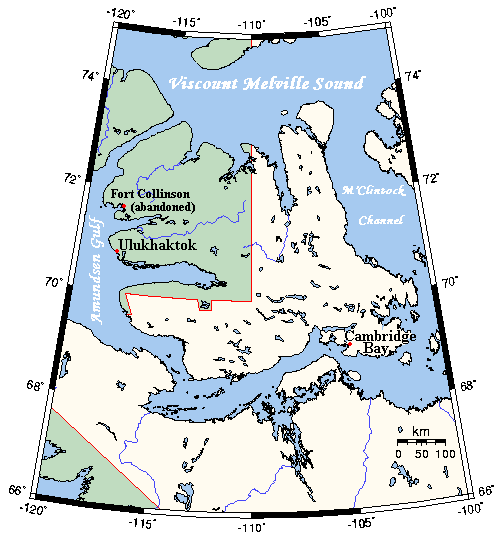
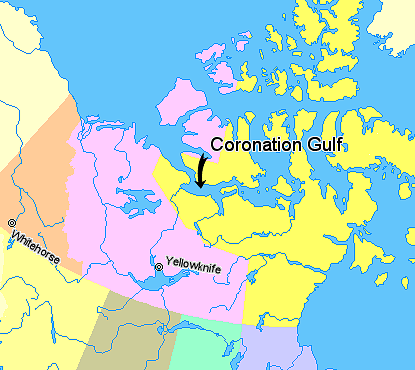
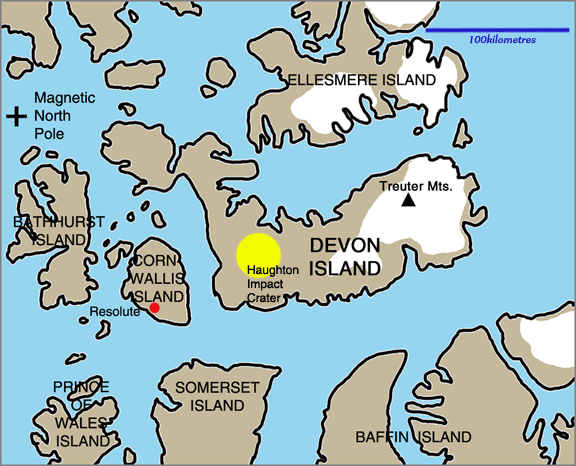